# Friedrich Perzyński

Einband von Perzyńskis Buch „Von Chinas Göttern“

Friedrich Perzyński (* 20. August 1877 in Berlin, Deutsches Reich; † 11. August 1965 in Buenos Aires, Argentinien) war ein Asienreisender, Kunstsammler und -händler und Schriftsteller. Er war einer der ersten, der sich in Deutschland mit japanischen Farbholzschnitten befasste und darüber publizierte. Seine Sammlungsergebnisse sind in deutschen, englischen und US-amerikanischen Museen zu finden.

## Leben
Da das väterliche Geschäft durch eine Krankheit des Vaters ruiniert wurde, musste Perzyński das Gymnasium ohne Ablegen des Abiturs nur mit der mittleren Reife verlassen. Er arbeitete zunächst als Buchhändler, um zum familiären Unterhalt beizutragen.
Perzyński scheint sich bereits früh für asiatische Kunst interessiert zu haben, ohne jedoch ein entsprechendes Studium aufnehmen zu können. Im Jahr 1903 erschien von ihm der Band „Der japanische Farbenholzschnitt“, und 1904 veröffentlichte er eine Monografie über den japanischen Künstler Katsushika Hokusai. Diese Schriften machten ihn als Kenner des japanischen Farbholzschnittes bekannt.
Im Jahr 1905 beauftragte ihn der Direktor der Kunsthalle Bremen, Gustav Pauli, für das Museum in Japan Farbholzschnitte und damit zusammenhängende Bücher einzukaufen. Diese Sammlung wird dort heute im Kupferstichkabinett verwahrt.
1913 reiste Perzyński eigenständig nach China, wo er in Peking wahrscheinlich als Antiquitätenhändler auftrat. In dieser Zeit entdeckte er buddhistische Steinfiguren in den Bergen von I chou. Die gefundenen Exemplare gingen ins Metropolitan Museum in New York und in das British Museum in London.
Perzyński verkaufte über die Berliner Kunsthandlung Paul Cassirer wertvolle Asiatika, darunter Brokate und Teppiche. Das Museum für Asiatische Kunst in Berlin zeigte u. a. einen Teppich, und auch der wohlhabende Verleger Alfred Walter Heymel (Insel Verlag) erwarb von ihm japanische Kunstgegenstände, die später in das Bremer Überseemuseum gelangten.
Obwohl er die Voraussetzungen nicht erfüllte, wurde ihm 1924 ermöglicht, an der Universität Hamburg zu promovieren. Als Dissertationsschrift legte er das zweibändige Werk „Die Masken der japanischen Schaubühne“ vor, das 1925 auch veröffentlicht wurde. Der Hamburger Japanologe Karl Florenz attestierte ihm eine hervorragende Leistung.
Friedrich Perzyński reiste viel und führte eine umfangreiche Korrespondenz mit Museen, Verlagen, Musikern und Dichtern, so u. a. mit Rilke, Harry Graf Kessler und dem englischen Musikforscher Edward Joseph Dent.
Während des Ersten Weltkrieges war er Mitarbeiter der Nachrichtenstelle für den Orient, einer Propagandastelle des Auswärtigen Amtes, und nach 1918 gehörte er zusammen mit Walter Gropius, Gerhard Marcks und Erich Heckel dem Arbeitsrat für Kunst an.
1929 ließ Perzyński seine kleine, aber ausgesuchte ostasiatische Kunstsammlung versteigern, die Resonanz war aufgrund der damals herrschenden Weltwirtschaftskrise jedoch eher gering.
Danach lebte er – wohl hauptsächlich aus gesundheitlichen Gründen – für eine Weile am Gardasee, in Südfrankreich und auf Mallorca.
Perzyński stand der Nazi-Herrschaft ablehnend gegenüber und ging im März 1942 nach Buenos Aires ins Exil, wo er zurückgezogen im Stadtteil Belgrano lebte. Er bemühte sich vergeblich um die Wiederauflage seiner Schriften, hielt Vorträge und pflegte Kontakt zur deutschen Kolonie. Engen Kontakt hatte er zu Ilse Gräfin Seilern-Aspang, einer Dichterin und Schriftstellerin.
Aus gesundheitlichen Gründen war ihm das Reisen später nicht mehr möglich, seine Korrespondenzen erhielt er jedoch so weit wie möglich aufrecht. Mit dem Jahr 1962 schien sein Schriftwechsel abzubrechen; erst zu Beginn des 21. Jahrhunderts wurde ein weiterer Brief aus dem Jahr 1964 entdeckt, der zur Klärung seines Lebensendes beitrug.
Friedrich Perzyński starb am 11. August 1965 in Buenos Aires an Bauchspeicheldrüsenkrebs. Sein Leichnam wurde eingeäschert und im Massengrab des Friedhofs Chacarita beigesetzt.

## Werke (Auswahl)
- Der japanische Farbenholzschnitt: Seine Geschichte – Sein Einfluss. Band XIII der Reihe „Die Kunst – Sammlung illustrierter Monographien“, herausgegeben von Richard Muther. Berlin 1. Aufl. 1903, 2. erw. Aufl. 1904
  - erweiterte Auflage von Der japanische Farbenholzschnitt (Berlin : Brandussche Verlagsbuchhandlung 1900) Hathitrust
- Hokusai. (Künstler-Monographien, in Verbindung mit Andern herausgegeben von Hermann Knackfuß, Band 68) Bielefeld : Velhagen & Klasing
  - 1901 Getty Research Institute = archive.org
  - 1904 archive.org (University of Toronto Robarts), Getty Research Institute = archive.org
  - 1908 Getty Research Institute = archive.org
- Weltstadtseelen. München, 1904
- Korin und seine Zeit. Berlin : Marquardt & co. [1907] Hathitrust
- Von Chinas Göttern – Reisen in China. München : K. Wolff [1920] University of California = archive.org, archive.org (University of British Columbia Library)
- Die Masken der japanischen Schaubühne – Nō und Kyōgen. Berlin und Leipzig : W. de Gruyter & co., 1925
  - Band 1 Hathitrust, Hathitrust
  - Band 1 Hathitrust, Hathitrust
- Chinesische Goldgegenstände und Textilien aus dem Besitze von Dr. Friedrich Perzyński Rissen/Holstein / Mit einem Vorwort von William Cohn. Versteigerung: den 15. Mai 1929 Hathitrust (Öffnung 2026)
- Japanisches Theater. Hrsg. von Curt Glaser, mit Beiträgen von Fritz Rumpf, Friedrich Persyński, Kazuhiko Sano. Berlin-Lankwitz: Würfel verlag [1930] Hathitrust (Öffnung 2026)